# Kaunertal
Kaunertal település Ausztriában, Tirolban a Landecki járásban található. Területe 193,5 km², lakosainak száma 593 fő, népsűrűsége pedig 3,1 fő/km² (2014. január 1-jén). A település 1287 méteres tengerszint feletti magasságban helyezkedik el.
A település részei:
| - Boden - Bödele - Feichten - Grasse - Kaltenbrunn | - Loch - Mühlbach - Nufels - Ögg - Platz | - Unterhäuser - Vergötschen - Wolfskehr |

## Fordítás
- Ez a szócikk részben vagy egészben  a   Kaunertal című angol Wikipédia-szócikk ezen változatának fordításán alapul.  Az eredeti cikk szerkesztőit annak laptörténete sorolja fel. Ez a jelzés csupán a megfogalmazás eredetét és a szerzői jogokat jelzi, nem szolgál a cikkben szereplő információk forrásmegjelöléseként.